# Dendroleon similis
Dendroleon similis är en insektsart som beskrevs av Peter Esben-Petersen 1923. 
Dendroleon similis ingår i släktet Dendroleon och familjen myrlejonsländor. Inga underarter finns listade i Catalogue of Life.